# Finkaliber
Finkaliber eller lätt kaliber avser allmänt den lägsta kaliberklassen, där grövre kaliber kallas mellankaliber (medeltung/medelsvår) och grovkaliber (tung/svår) med mera.

## Militärt
I modern militär definition brukar finkaliber avse kaliber mindre än 20 milimeter men begreppet är relativt. Ibland används finkaliber om ammunition eller vapen med mindre kaliber än militära enhetsgevär, ibland om kaliber för handeldvapen överlag och ibland avser det även tyngre vapen som kulsprutor och kulsprutegevär med kaliber motsvarande militära enhetsgevär.
Inom artilleri har svenska armén använt lätt kaliber om kalibrar under 105 mm medan svenska marinen har använt det om kalibrar under 120 mm.

## Civilt
Svenska pistolskytteförbundet indelar sportskyttevapen i finkalibriga pistoler och revolvrar med kaliber 5,6 mm och grovkalibriga pistoler och revolvrar med kaliber 7,65-11,4 mm. Militärt börjar grovkaliber annars vid 60 mm kaliber.

## Exempel på finkalibriga vapen (under 20 mm)

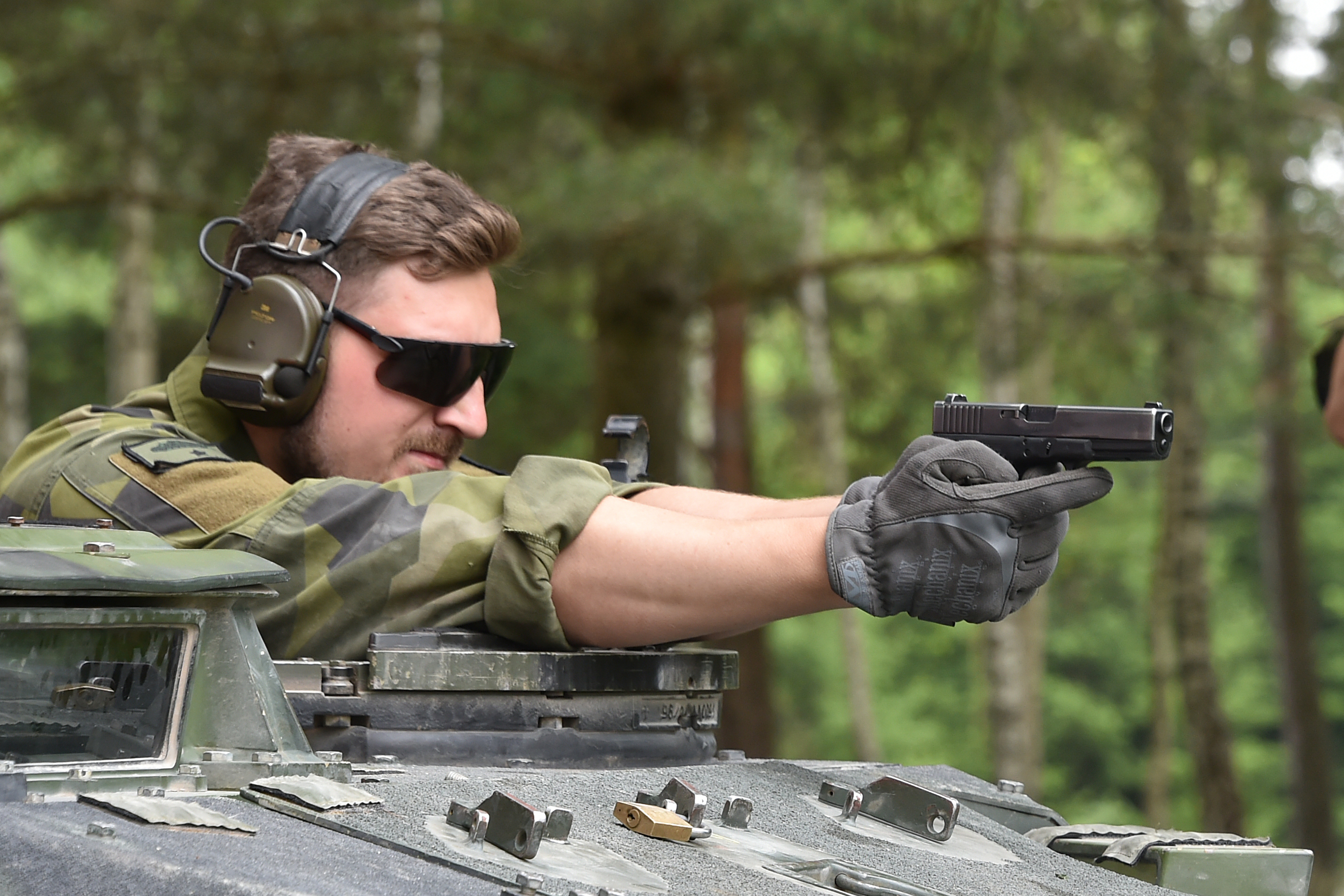
9 × 19 mm Glock 17 automatpistol
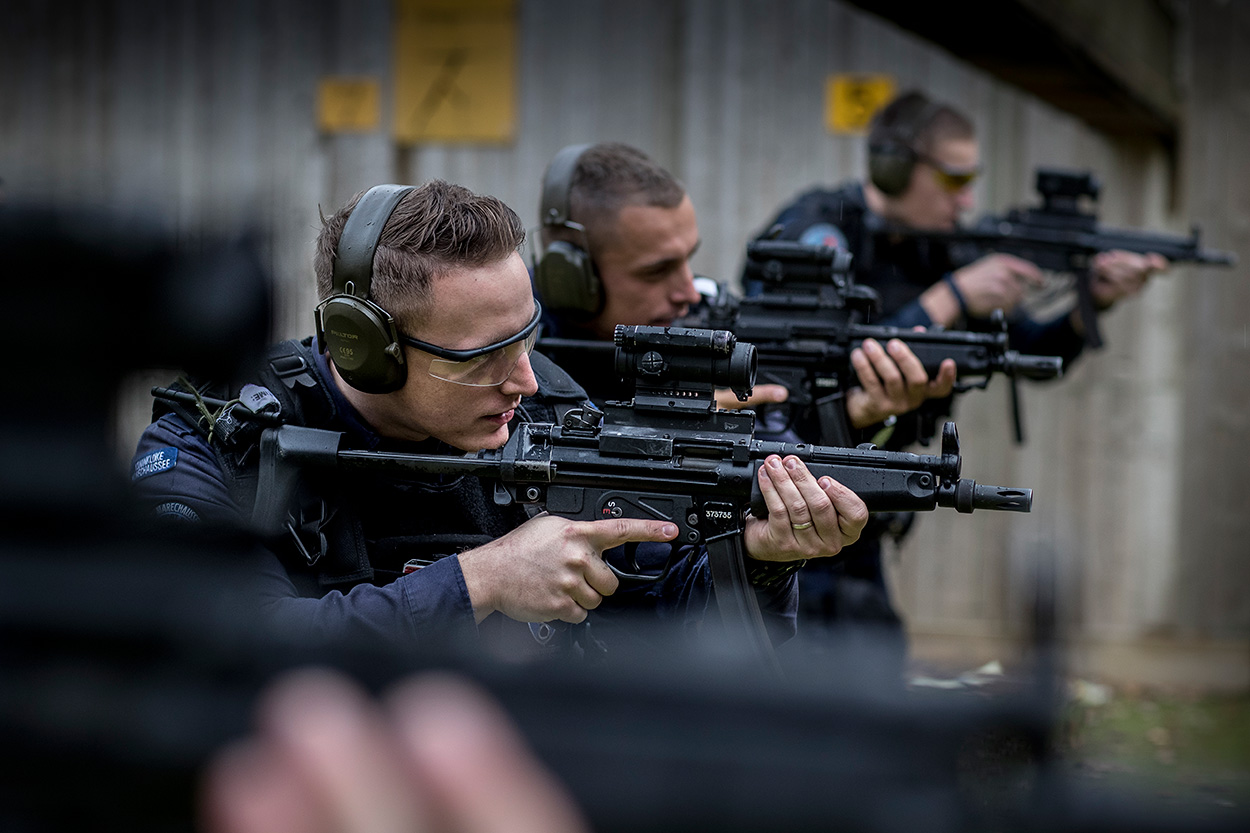
9 × 19 mm MP5 kulsprutepistol
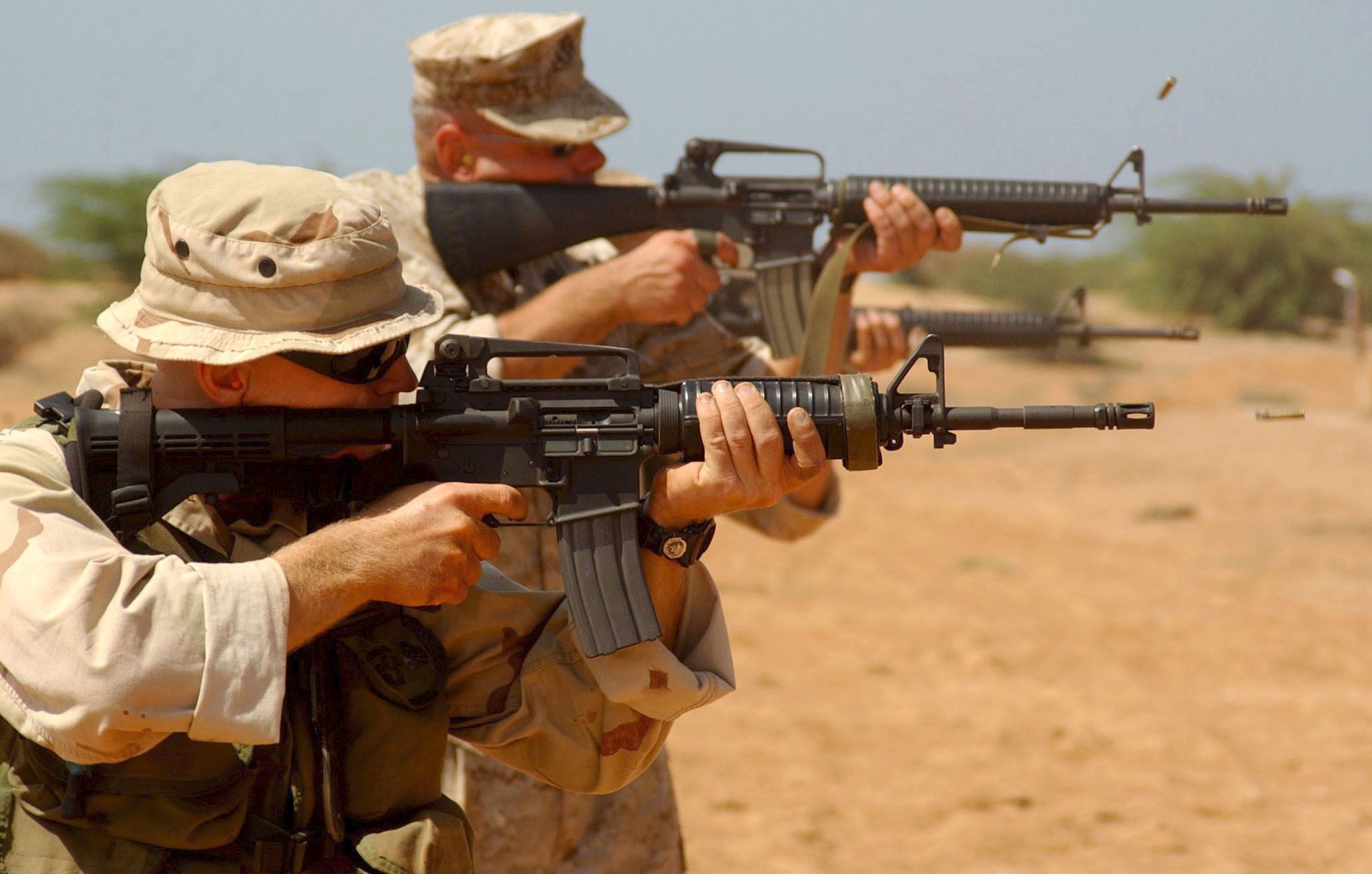
5,56 × 45 mm M4 Carbine automatkarbin
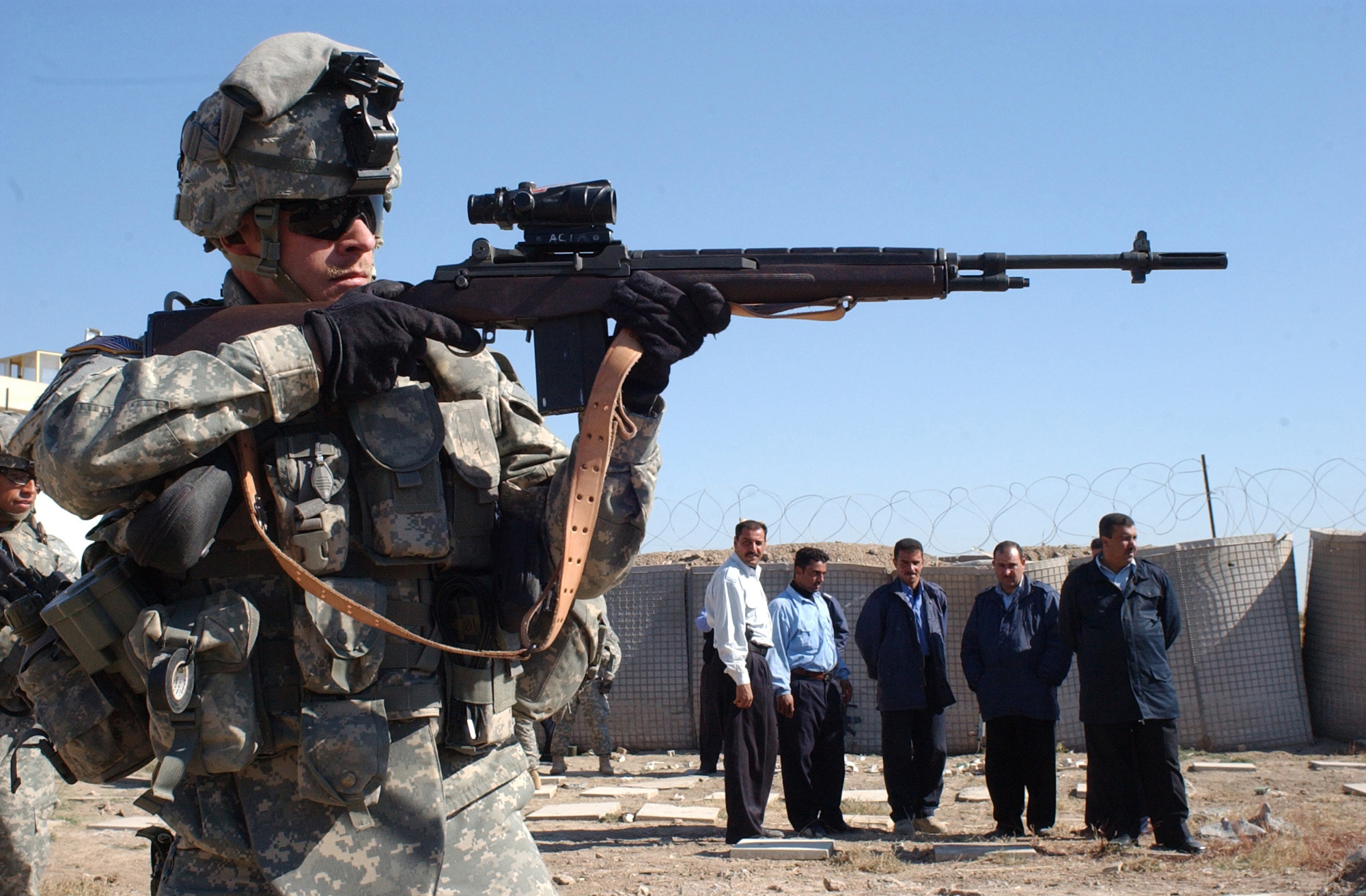
7,62 × 51 mm M14 automatgevär
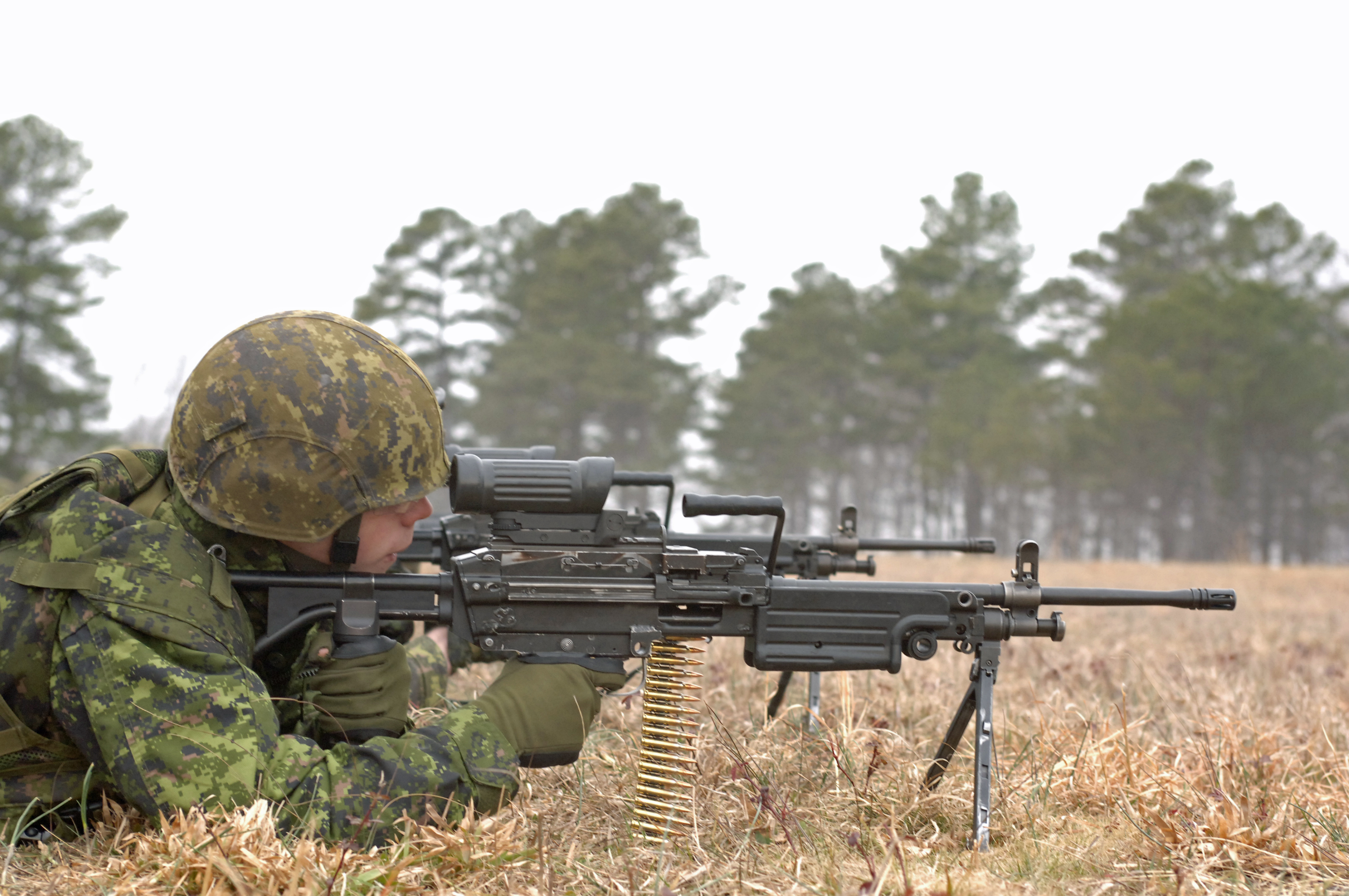
5,56 × 45 mm FN Minimi lätt kulspruta
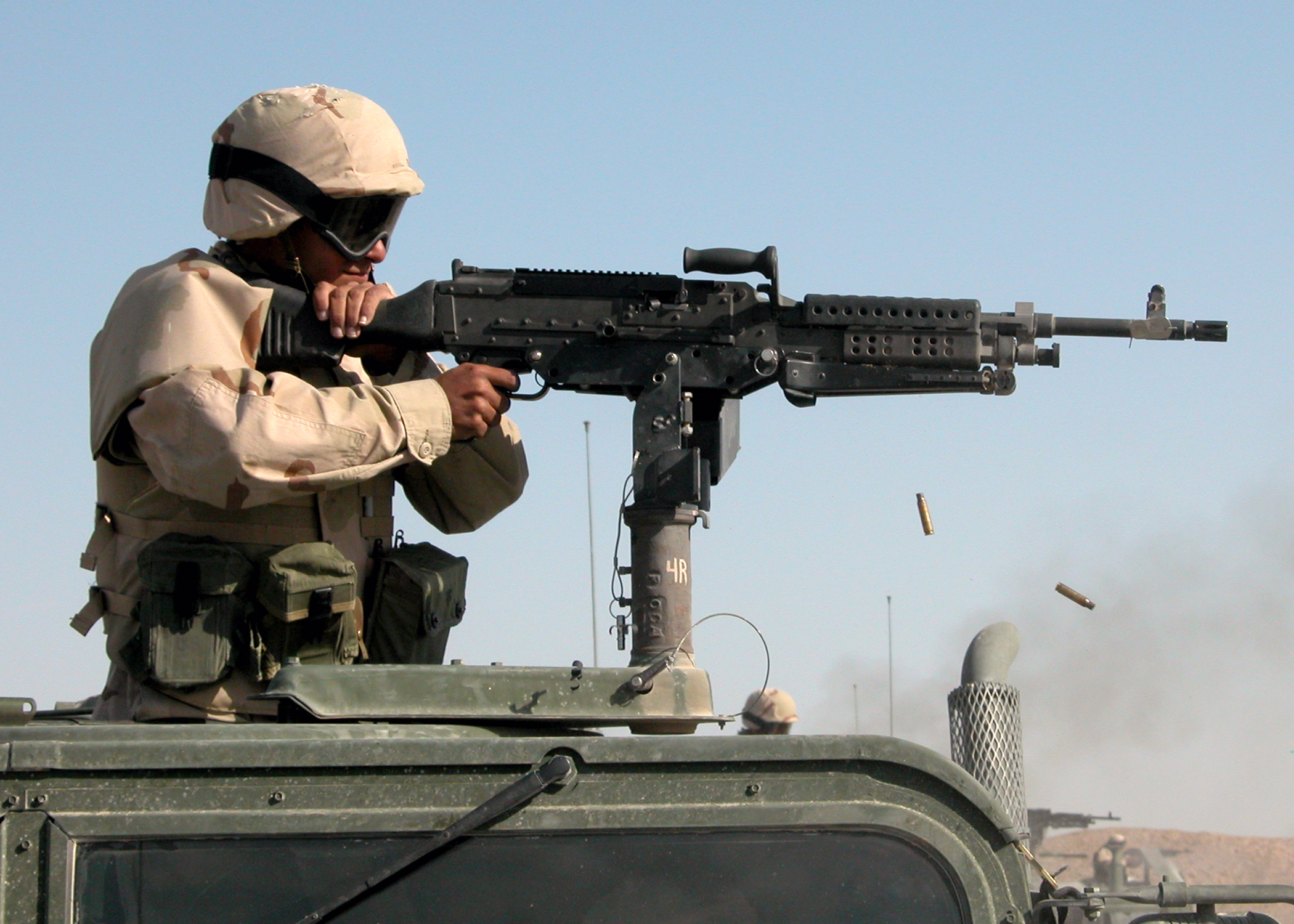
7,62 × 51 mm M240 medeltung kulspruta
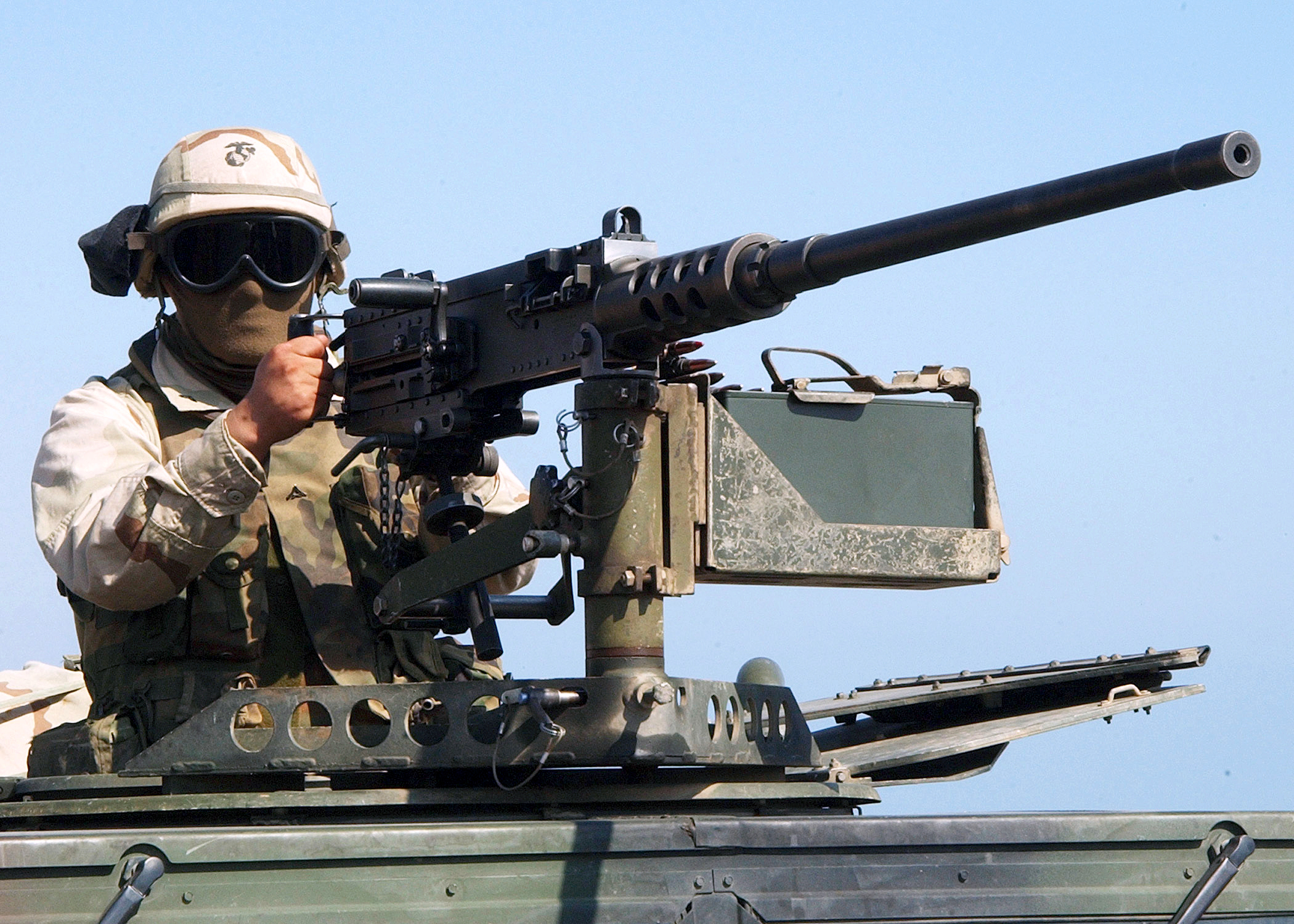
12,7 × 99 mm M2 Browning tung kulspruta
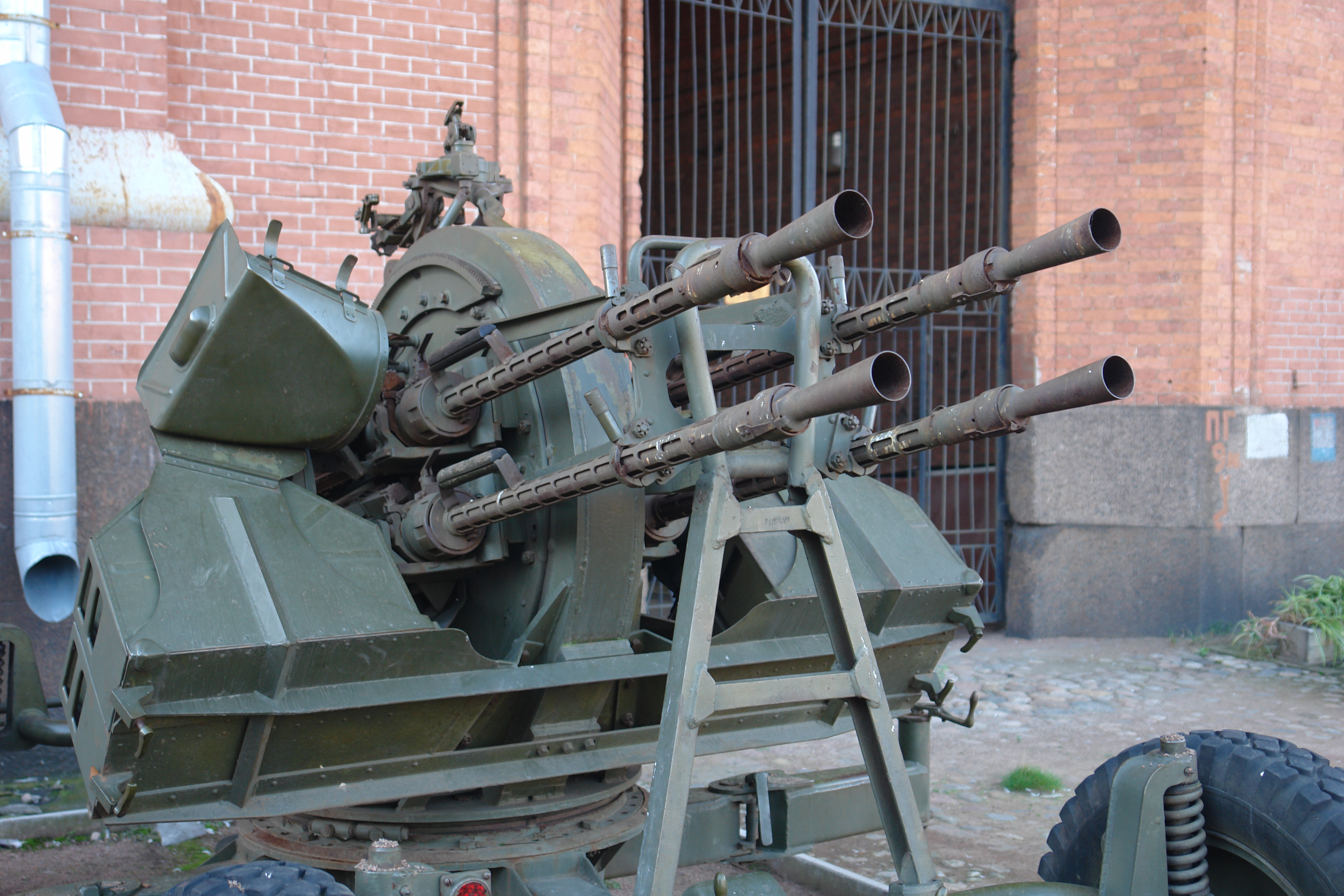
14,5 × 114 mm KPV tung kulspruta